# Юліус Вайсбах
Ю́ліус Лю́двіг Ва́йсбах (нім. Julius Ludwig Weisbach; 1806—1871) — німецький математик, інженер-механік та гідравлік.

## Життєпис

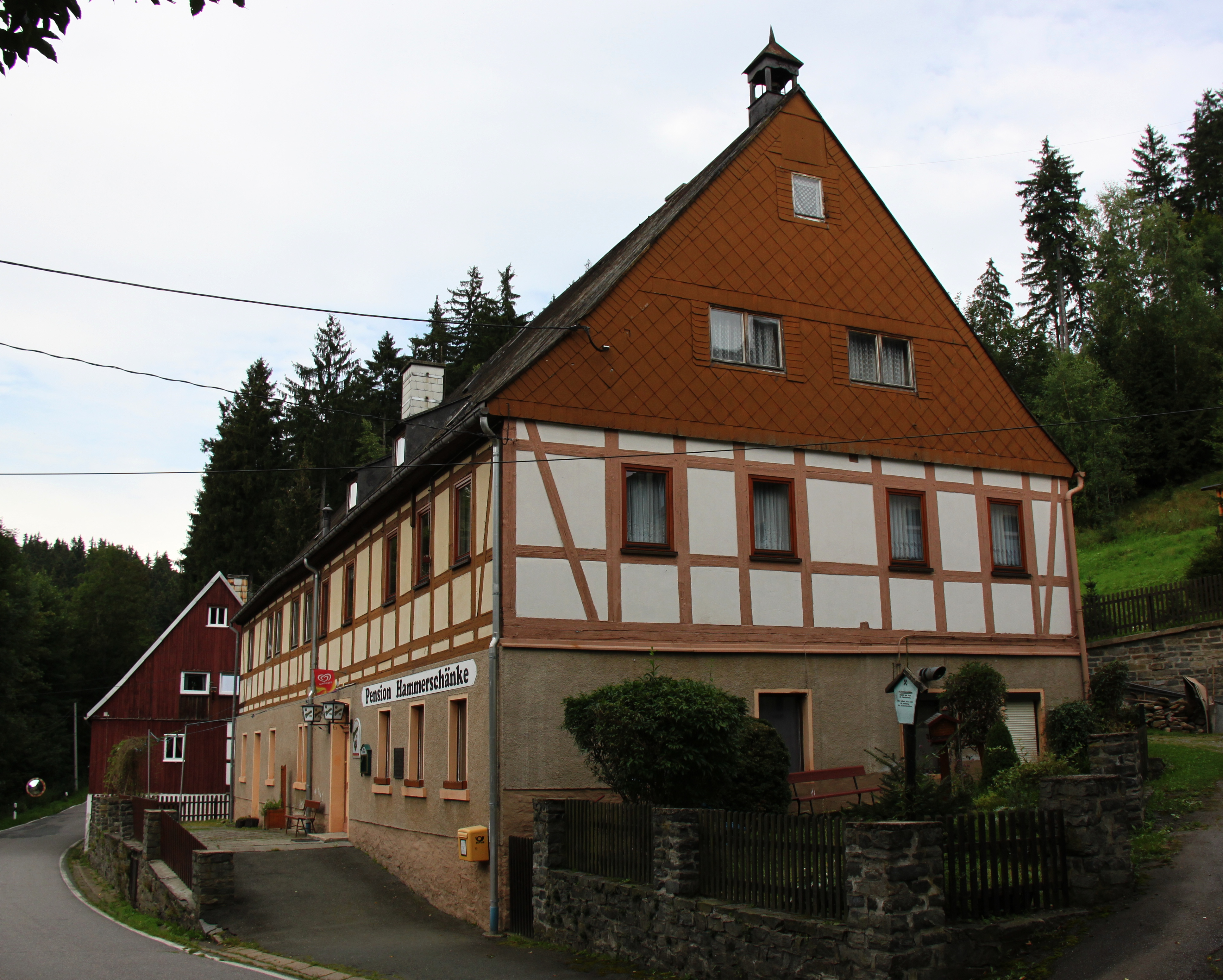
Будинок у, де народився Юліус Вайсбах

Юліус Вайсбах народився в  Міттельшмідеберг поблизу Аннаберга і був восьмою дитиною у сім'ї Крістіана Готліба Вайсбаха (нім. Christian Gottlieb Weisbach, 1764—1835) та Крістіани Ребекки Штефан (нім. Christiana Rebekka Stephan, 1775—1850). Його батько був змінним майстром на молотковому млині у Міттельшмідеберзі, а мати походила з родини теслярів з Арнсфельда. Юліус ріс у скромному достатку та відвідував сільську школу. Батько помітив здібності сина до наук й дозволив йому відвідувати середню школу в Аннаберзі. Юліус Вайсбах був старанним учнем і пропустив там лише два заняття протягом цілого року. У 1820 році він продовжив здобувати освіту в Королівській гірничій школі у Фрайберзі. З 1822 по 1826 рік Ю. Вайсбах опановував мінералогію, геологію, математику, фізику, машинобудування та практичну гірничу справу у Фрайберзькій гірничій академії.
У 1827 році Юліус продовжив навчання в Геттінгенському університеті імені Георга Августа та в Політехнічному інституті у Відні. Його наставниками були Бернгард Фрідріх Тібо (Геттінген) і Фрідріх Моос (Фрайберг і Відень). Карл Фрідріх Гаусс також згадується у цьому контексті, правда без доказів того, що Вайсбах дійсно відвідував лекції Гаусса.
У 1830 році Вайсбах отримав стипендію для поїздки до Австрії та Угорщини для вивчення гірничої справи. Через рік він повернувся до Фрайберга й викладав математику в середній школі.
У 1833 році Фрайберзька гірнича академія взяла Ю.Вайсбаха викладацьку посаду на кафедрі прикладної математики та гірничої техніки, а у 1836 році його було призначено професором прикладної математики, механіки, гірничої техніки та маркшейдерської справи. Пізніше він також читав лекції з кристалографії, нарисної геометрії та інших дисциплін. Володів декількома іноземними мовами.
Поїздка у 1839 році на Виставка промислової продукції Франції посилила інтерес Вайсбаха до гідравліки та призвела його до перших публікацій у цій галузі. Водночас він зробив великий внесок у розвиток маркшейдерської техніки, запровадивши у використання теодоліт замість компаса і транспортира.
У 1854 році Вайсбаху запропонували посаду у Цюрихській політехніці (відкрилась у 1855 році), однак, він вирішив залишитися у Фрайберзі і наступного року взяв на себе нове завдання — викладання курсу з проектування машин. Також у 1855 році він відвідав Всесвітню виставку у Парижі, працюючи в дорозі над коректурою нового видання свого підручника з механіки.

## Сім'я
26 листопада 1833 року Ю. Васбах одружився з Марі Вінклер (нім. Marie Winkler, 1807—1878). Їхній син, Альбін Вайсбах (1833—1901), згодом став професором мінералогії. Його дочка Марія (нім. Maria Camilla Weisbach, 1835—1908) вийшла заміж у 1860 за Едварда Геґелера, колишнього студента Фрайберзької академії. Пара перебралась до Ласалла, (штат Іллінойс, США), де Геґелер заснував компанію Matthiessen and Hegeler Zinc Company.

## Внесок у науку
Науково-педагогічна діяльність Вейсбаха особливо відома починаючи з 1841 року, коли він розпочав свої дослідження з різних питань гідравліки. Дослідження ним стиснення струменя води при витіканні через отвори та короткі трубки належить до одних з найважливіших успіхів у гідравліці після Д.Бернкллі. Практичні коефіцієнти, отримані Вейсбахом зі спостережень над витіканням води через отвори у тонкій стінці та протіканням по трубах, значною мірою спростили усі розрахунки для цього розділу гідравліки.
Результати своїх досліджень у гідравліці Вайсбах опублікував наступних монографіях:
- «Versuche über den Austluss des Wassers durch Schieber, Hähne, Klappen und Ventile» («Досліди з витікання води через шибери, крани, заслінки та вентилі», Лейпциг, 1842);
- «Versuche über die unvollkomende Kontraction des Wassers beim Ausfluss desselben aus Röhren und Gelassen» («Експерименти з недосконалого стиснення води при витіканні з труб і каналів», Лейпциг, 1843);
- «Experimental hydravlik» («Експериментальна гідравліка», Фрайберг, 1856).

Крім гідравліки, Ю. Вайсбах займався геодезією, маркшейдерською справою, розробив монодиметричні та анізометричні (аксонометричні) методи проєціювання у нарисній геометрії. З наукових праць Вайсбаха у цих галузях технічних наук слід відзначити:
- «Handbuch der Bergmaschinenmechanik» («Довідник з механіки гірничих машин», 2 т., Лейпциг, 1835—1836);
- «Markscheidekunst» («Маркшейдерія», 2 т., Брауншвейг, 1850—1859);
- «Der Ingenieur: Sammlung von Tafeln, Formeln und Rageln der Arithmetik, Geometrie und Mechanik» («Інженер: Збірник таблиць, формул і правил арифметики, геометрії та механіки», Брауншвейг, 1874—1877);
- «Versuche über die Leistung eines einfachen Reactionsrades: an einem größeren Modelle» («Експерименти щодо продуктивності простого реактивного колеса: велика модель», Фрайберг, 1851).

Також, Вайсбах публікував багато статей в технічних журналах: «Polytechnische Centralblatt», «Ingenieur», «Civilingenieur» та у «Polytechnische Mittheilungen». В останньому Вайсбах опублікував свою статтю про аксонометричну проекцію під заголовком «Anleitung zum axonometrischen Zeichnen» («Вказівки до аксонометричного креслення», Фрайберг, 1857).
Будучи умілим експериментатором, він представив більшість своїх результатів у книзі «Experimental-Hydraulik» (Фрайберг, 1855); вони також узагальнені в розділі гідравліки його головної праці «Lehrbuch der Ingenieur und Maschinenmechanik» («Підручник з інженерії та механіки машин», 3 т., Брауншвейг, 1845—1854). Ця двотомна (і згодом тритомна) праця мала п'ять видань між 1845 і 1901 роками й була перекладена англійською та іншими мовами.
Протягом своєї професійної кар'єри Вайсбах видав чотирнадцять книг і опублікував п'ятдесят дев'ять статей з математики, механіки та геодезії, але більшість серед них — це були статті з гідравліки.

## Відзнаки та нагороди

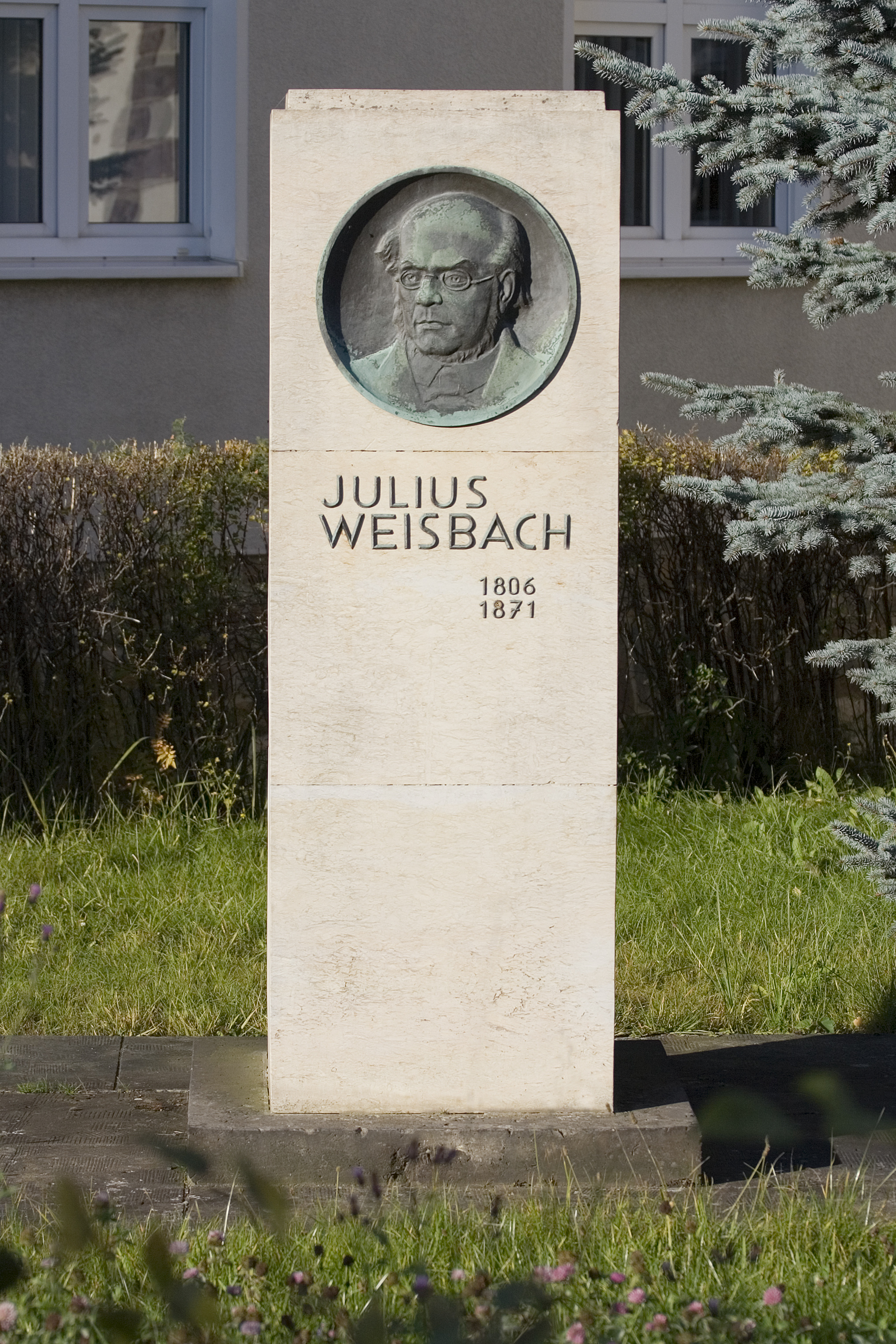
Погруддя Ю. Вайсбаха в кампусі Фрайберзької гірничої академії

З 1850 року Вайсбах отримав низку професійних нагород, включаючи ступінь почесного доктора Лейпцизького університету в 1859 році та перше почесне членство, надане Асоціацією німецьких інженерів у 1860 році. Він був членом-кореспондентом Петербурзької академії наук, Шведської королівської академії наук та Національної академії деї Лінчеї.